# Tapinocyba hortensis
Tapinocyba hortensis är en spindelart som först beskrevs av James Henry Emerton 1924.  Tapinocyba hortensis ingår i släktet Tapinocyba och familjen täckvävarspindlar. Inga underarter finns listade i Catalogue of Life.